# سوداگر (فیلم ۱۹۷۳)
سوداگر (انگلیسی: Saudagar) فیلمی به کارگردانی سودندو روی محصول سال ۱۹۷۳ است. از بازیگران این فیلم می‌توان به نوتان و آمیتاب باچان اشاره کرد.